# Eduard Jäger (Politiker)
Eduard Jäger (* 18. September 1894 in Ellenhausen; † 3. Februar 1970) war ein hessischer Politiker (CDU) und Abgeordneter des Hessischen Landtags.

## Ausbildung und Beruf
Eduard Jäger besuchte die Volksschule und die ländliche Fortbildungsschule, bevor er 1915 bis 1918 Kriegsdienst leistete. 1922 bis 1924 arbeitete er für den Verein für das katholische Deutschland, 1925 bis 1930 als Bezirksgeschäftsführer des Mittelrheinisch-Nassauischen Bauernvereins. Während der Zeit des Nationalsozialismus arbeitete er als Handels- und Versicherungsvertreter und war 1942 bis 1945 dienstverpflichtet.
1945 wurde er Leiter des Ernährungsamtes und der Landwirtschaftskammer in Limburg.

## Politik
1930 bis 1933 war Eduard Jäger Landessekretär der nassauischen Zentrumspartei.
Nach dem Krieg trat Jäger am 10. November 1945 als Gründungsmitglied der CDU bei und war von 1946 bis 1948 Kreisvorsitzender der Union im Kreis Limburg. In der gleichen Zeit war er Abgeordneter im Kreistag.
Am 19. Juni 1948 wählte der Kreistag Jäger mit 28 von 32 Stimmen zum Landrat des Landkreises Limburg. Am 1. Juli 1948 trat er sein Amt an und sollte dieses Amt bis zum 1. Juli 1964 innehaben.
Vom 15. Juli 1946 bis zum 30. November 1946 war Jäger Mitglied der Verfassungsberatenden Versammlung, vom 1. Dezember 1946 bis zum 30. November 1962 Mitglied des hessischen Landtags.